# Équipe cycliste Rower San Luis Continental
L'équipe cycliste Rower San Luis Continental est une équipe cycliste argentine, ayant le statut d'équipe continentale durant son existence entre 2020 et 2023.

## Classements UCI
L'équipe participe aux épreuves des circuits continentaux et en particulier de l'UCI America Tour. Les tableaux ci-dessous présentent les classements de l'équipe sur les différents circuits, ainsi que son meilleur coureur au classement individuel.
UCI America Tour
| UCI America Tour | UCI America Tour       | UCI America Tour                          | UCI America Tour |
| Année            | Classement par équipes | Meilleur coureur au classement individuel |                  |
| ---------------- | ---------------------- | ----------------------------------------- | ---------------- |
| 2020             | 21e                    | Nehuén Bazán (193e)                       |                  |
| 2022             | 19e                    | Lucas Gaday (136e)                        |                  |
|                  |                        |                                           |                  |
| Source : UCI     |                        |                                           |                  |

L'équipe est également classée au Classement mondial UCI qui prend en compte toutes les épreuves UCI et concerne toutes les équipes UCI.
| Classement mondial | Classement mondial     | Classement mondial                        | Classement mondial |
| Année              | Classement par équipes | Meilleur coureur au classement individuel |                    |
| ------------------ | ---------------------- | ----------------------------------------- | ------------------ |
| 2020               | 178e                   | Nehuén Bazán (1986e)                      |                    |
| 2022               | 159e                   | Lucas Gaday (1109e)                       |                    |
|                    |                        |                                           |                    |
| Source : UCI       |                        |                                           |                    |

## Equipo Continental San Luis en 2022
| Cycliste                | Date de naissance | Nationalité | Équipe 2021                 |  |
| ----------------------- | ----------------- | ----------- | --------------------------- |  |
| Nehuén Bazán            | 10 septembre 1999 | Argentine   | Electro Hiper Europa        |  |
| Juan Boldu              | 9 août 1995       | Argentine   | Transporte Puertas de Cuyo  |  |
| Adrian Diaz             | 14 juin 1998      | Argentine   | Equipo Continental San Luis |  |
| Hernán Andres Fernandez | 16 janvier 2000   | Argentine   | Equipo Continental San Luis |  |
| Lucas Gaday             | 20 février 1993   | Argentine   |                             |  |
| Santiago Ledesma        | 7 novembre 2002   | Argentine   | Electro Hiper Europa        |  |
| Tomás Moyano            | 9 mai 2000        | Argentine   |                             |  |
| Facundo Sagüez          | 5 mai 2001        | Argentine   | Equipo Continental San Luis |  |
| Tomas Suarez            | 19 juin 1999      | Argentine   | Equipo Continental San Luis |  |
| Nicolás Vázquez         | 26 janvier 2001   | Argentine   | Equipo Continental San Luis |  |